# Mariano Grondona
Mariano Grondona, né le 19 octobre 1932 à Buenos Aires, est un journaliste, essayiste et présentateur de télévision argentin.

## Biographie
Orphelin dès l'enfance, il est élevé par son grand-père et reçoit une éducation catholique et conservatrice. Diplômé du collège catholique Champagnat, Grondona est admis au séminaire afin de devenir prêtre mais, changeant d'avis, décide de devenir avocat ; de cette période il garde une dévotion particulière pour la pensée aristotélo-thomiste. 
Il est un admirateur du prêtre Julio Meinvielle, considéré comme un penseur antidémocratique. En 1952, à l'âge de 20 ans, il devient l'un des dirigeants d'un groupe universitaire d'opposition au gouvernement péroniste et, lors du coup d'État militaire qui renverse Perón en 1955, participe aux Commandos Révolutionnaires Civils, comme il le reconnaît lui-même. 
Avocat diplômé de l'université de Buenos Aires, il suit des études de troisième cycle universitaire en sociologie à l'Université de Madrid, et en sciences politiques à l'Institut d'Études Politiques de la même ville, où il adhère à la pensée libérale de José Ortega y Gasset. Professeur à l'École Supérieure de Guerre Argentine, il enseigne également la Théorie de l'État de 1987 à 1999 à l'Université de Buenos Aires. 
De 1988 à 1990, il est professeur et chercheur associé au Centre d'Affaires Internationales de l'université Harvard, responsable du cours sur Les valeurs et le développement.

## Un journaliste controversé
Mariano Grondona est un journaliste controversé. Alors que lui-même convient aujourd'hui que ce fut une erreur, il apporte un soutien actif à l'interventionnisme des militaires dans la politique argentine. Il est l'auteur du Communiqué 150 (septembre 1962), une proclamation de la Faction Bleue des Forces Armées, menée par le futur dictateur Juan Carlos Onganía, qui s'oppose alors à la Faction Rouge à propos de l'attitude à adopter face au retour à la normalité constitutionnelle (il est souvent affirmé par erreur que cette proclamation fut émise durant la dictature ultérieure de Onganía). À propos de ce communiqué, Grondona reconnaît qu’« il y eut un moment où les Bleus virent que, à moins qu'ils fissent un putsch militaire, les Rouges allaient se renforcer; et mes amis à l'École supérieure de guerre, où j'étais professeur ainsi que les colonels Bleus [...] me demandèrent de faire une proclamation. J'écrivis la proclamation. ».
Il est un partisan inconditionnel du coup d'État par lequel Onganía renverse Arturo Umberto Illia (Union civique radicale (1963-1966)). Les colonnes éditoriales de la rubrique d'actualité écrites par Mariano Grondona pour l'hebdomadaire Primera Plana - de son arrivée en juin 1964 au 30 juin 1966 -  et ses notes dans les magazines Confirmado et Todo, reflètent sa position politique, tendant à discréditer l'action du gouvernement radical, et à valoriser le coup d'État et l'ascension d'un nouveau leader militaire pour répondre à la supposée crise argentine.
Il fut directeur général de la revue latino-américaine Visión entre 1978 et 1995, collaborateur régulier de Radio Continental, éditorialiste international du quotidien La Nación entre 1987 et 1996, éditorialiste politique du même quotidien entre 1959 et 1962, puis de nouveau à partir de 1966, collaborateur du magazine Caras, présentateur du programme de télévision argentin Hora Clave depuis 1989 ; il  y avait auparavant déjà présenté le programme Tiempo Nuevo avec Bernardo Neustadt.
Il a reçu divers prix pour sa participation à la télévision, parmi lesquels le Prix Martín Fierro et le prix Broadcasting.

## Grondona et la politique
Se référant à cette période de la dictature militaire argentine de 1976-1983, Grondona affirme dans son programme Hora Clave du 16 mars 2003 : « Le comportement rationnel, en toute guerre, est d'être au côté des vainqueurs ».
Fidèle à cette devise également en temps de paix, il appuie cette dictature, puis le rétablissement de la démocratie et, plus tard, la politique de Carlos Menem après l'avoir initialement critiquée.
En définitive, Mariano Grondona a d'une manière générale été lié à des mouvements, des tendances politiques et des orientations religieuses à forte teneur antidémocratique.
Mariano Grondona déclare, dans son programme Hora Clave, le jour de la mort d'Augusto Pinochet : « Sans Pinochet, le Chili serait Cuba […] Je peux accepter que quelqu'un ait une idéologie fasciste […], mais ce qui me m'a vraiment déçu, c'est qu'il possédait des comptes en Suisse, c'est cela qui est inadmissible. »

## Publications
- Política y Gobierno (Politique et Gouvernement), Bs.As, Columba, 1962.
- La Argentina en el Tiempo y el Mundo (L'Argentine dans le Temps et le Monde), Bs.As., Sudamericana, 1967.
- Los Dos Poderes (Les Deux Pouvoirs), Bs.As., Emecé, 1973.
- La Construcción de la Democracia (La Construction de la Démocratie), Bs.As., Eudeba, 1973.
- Los Pensadores de la Libertad (Les Penseurs de la Liberté), Sudamericana, 1986.
- Bajo el imperio de las Ideas Morales (Sous l'Empire des Idées Morales), Bs.As., Sudamericana, 1987.
- Values and Development (Valeurs et Développement), Harvard University, Source Book, 1988.
- Toward a Theory of Development (Vers une Théorie du Développement), Harvard University, Author's Workshop, 1990.
- El posliberalismo (Le Post-Libéralisme), Bs.As., Planeta, 1993.
- La corrupción (La Corruption), Bs.As., Planeta, 1993.
- La Argentina como vocación (L'Argentine comme vocation), Bs.As., Planeta,1995.
- El mundo en clave 1 (Le Monde et ses clefs 1) (1996)

## Sur Grondona
- Martín Sivak, El doctor. Biografía no autorizada de Mariano Grondona (Le docteur. Biographie non autorisée de Mariano Grondona).

## Source
- (es) Cet article est partiellement ou en totalité issu de l’article de Wikipédia en espagnol intitulé « Mariano Grondona » (voir la liste des auteurs).